# Роуч, Макс
Макс Роуч (англ. Maxwell Lemuel Roach; 10 января 1924, Нью-Лэнд, Северная Каролина, США — 16 августа 2007, Нью-Йорк, США) — американский джазовый барабанщик и композитор, один из самых влиятельных музыкантов, игравших в стиле бибоп.

## Биография
Макс Роуч родился 10 января 1924 в городе Нью-Лэнд, Северная Каролина, США. С восьми лет он играл на трубе и фортепиано. Позже, обучаясь в Манхэттенской консерватории увлекся ударными инструментами и сочинением музыкальных композицией. В 1942 году Макс Роуч в Нью-Йорке вошёл в группу первых исполнителей бибопа, играя на 52-й улице с Чарли Паркером и Диззи Гиллеспи. В дальнейшем он работал с Коулменом Хоукинсом, Бенни Картером и Дюком Эллингтоном. В 1949 году Макс выступал с Чарли Паркером в Париже и тогда же участвовал в записи альбома Майлса Дэвиса «Birth Of The Cool».
В 1952—1953 годах Макс Роуч входил в антрепризу Нормана Грэнца «Jazz At The Philharmonic», а в 1953 году вместе с Клиффордом Брауном организовал один из знаменитых квинтетов хард-бопа, просуществовавший до 1970 года. В разное время в квинтете играли Дональд Бёрд, Фредди Хаббард, Кенни Дорэм, Букер Литл, Сесил Бриджуотер, Сонни Роллинз, Стэнли Тёррентайн, Джордж Коулмен, Клиффорд Джордан, Билли Харпер и Гэри Барц.
В 1970-е годы Макс начал преподавать в университете Массачусетса и значительно сократил количество своих выступлений. Однако в 1977 году он собрал ансамбль перкуссионистов и начал сотрудничать с фри-джазовыми музыкантами — пианистами Долларом Брандом, Сесилом Тэйлором, с саксофонистами Арчи Шеппом, Энтони Брэкстоном. В 1990-е годы Макс выступал с сольными номерами, демонстрируя своё владение хай-хэтом. В 1995 году он вошёл в новый ансамбль перкуссионистов «M’Boom», а через год представил один из самых амбициозных проектов — оркестр из 50 музыкантов.
Макс Роуч являлся автором новой техники игры — хай-хэт, за что получил прозвище Мистер Хай-хэт.
Кроме своей творческой деятельности, Макс Роуч активно принимал участие в работе Движения за гражданские права цветного населения. По этому поводу он вместе с поэтом Оскаром Брауном в 1960 году написал «Freedom Now Suite», пригласив на запись саксофониста Эрика Долфи и свою жену — вокалистку Эбби Линкольн.
Роуч был удостоен многочисленных премий и титулов, в частности, он был почетным доктором наук восьми университетов, кавалером ордена Почетного легиона, получателем «гранта для гениев» от Фонда Макартура.
Музыкант скончался 16 августа 2007 года в Нью-Йорке.

## Дискография
```

```

| - 1944 : Rainbow Mist - 1944 : Coleman Hawkins and His All Stars - 1945 : Town Hall, New York, June 22, 1945 - 1945—1948: The Complete Savoy Studio Recordings - 1946 : Mad Be Bop - 1946 : Opus BeBop - 1946 : Savoy Jam Party - 1946 : The Hawk Flies - 1947 : The Bud Powell Trip - 1947 : Lullaby in Rhythm - 1947 : Charlie Parker on Dial - 1948 : The Band that Never Was - 1948 : Bird on 52nd Street - 1948 : Bird at the Roost - 1949 : Birth of the Cool - 1949—1953: Charlie Parker — Complete Sessions on Verve - 1949 : Charlie Parker in France - 1949 : Genesis - 1949 : The Stars of Modern Jazz at Carnegie Hall - 1950 : The McGhee-Navarro Sextet - 1951 : The Amazing Bud Powell - 1951 : The George Wallington Trip and Septet - 1951 : Conception - 1952 : New Faces, New Sounds - 1952 : The Complete Genius - 1952 : Live at Rockland Palace | - 1953 : Jazz at Massey Hall - 1953 : Mambo Jazz - 1953 : Yardbird: DC-53 - 1953 : Max Roach Quartet - 1953 : Max Roach and his Sextet - 1953 : Max Roach Quartet featuring Hank Mobley - 1953 : Cohn’s Tones - 1953 : Diz and Getz - 1954 : Brown And Roach Incorporated - 1954 : Clifford Brown and Max Roach - 1954 : Daahoud - 1954 : Study in Brown - 1954 : More Study in Brown - 1954 : Dinah Jams Featuring Dinah Washington - 1955 : Clifford Brown with Strings - 1955 : Relaxed Piano Moods - 1955 : Introducing Jimmy Cleveland And His All Stars - 1955 : New Piano Expressions - 1955 : Herbie Nichols Trio - 1955 : Work Time - 1955 : The Charles Mingus Quartet plus Max Roach - 1956 : Clifford Brown and Max Roach at Basin Street - 1956 : Sonny Rollins Plus 4 - 1956 : Introducing Johnny Griffin - 1956 : Max Roach + 4 - 1956 : The Magnificent Thad Jones - 1956 : Brilliant Corners - 1956 : Tour de Force - 1956 : The Music of George Gershwin: I Sing of Thee - 1956 : Rollins Plays For Bird - 1956 : Saxophone Colossus | - 1957 : Jazz in 3/4 time - 1957 : First Place - 1957 : With Strings - 1957 : Sonny Clark Trio - 1957 : Jazz Contrasts - 1958 : Deeds, Not Words - 1958 : Max Roach/Art Blakey - 1958 : Freedom Suite - 1958 : Shadow Waltz - 1958 : Max Roach Plus Four on the Chicago Scene - 1958 : Max Roach Plus Four at Newport - 1958 : Max Roach with the Boston Percussion Ensemble - 1958 : Deeds not Words - 1958 : Max Roac/Bud Shank — Sessions - 1958 : The Defiant Ones - 1958 : Award-Winning Drummer - 1959 : A Little Sweet - 1959 : Rich Versus Roach - 1959 : Quiet as it’s Kept - 1959 : Moon-Faced and Starry-Eyed | - 1960 : Tommy Turrentine with Stanley Turrentine - 1960 : Stan ‘The Man’ Turrentine - 1960 : Again! - 1960 : Parisian Sketches - 1960 : We Insist! — Freedom Now - 1960 : Long as you’re living - 1960 : Uhuru Afrika - 1960 : Sonny Clark Trio - 1961 : Percussion Bitter Sweet - 1961 : Straight Ahead - 1961 : Out Front - 1961 : Paris Blues - 1962 : Money Jungle - 1962 : Speak, Brother, Speak! - 1962 : It’s Time - 1962 : Drum Suite - 1964 : Live in Europe: Freedom Now Suite - 1964 : The Max Roach Trip Featuring the Legendary Hasaan - 1966 : Drums Unlimited - 1966 : Stuttgart 1963 Concert - 1968 : Sound as Roach - 1968 : Members, Don’t Git Weary - 1971 : Lift Every Voice and Sing - 1972 : Newport in New York ‘72 - 1973 : Re:Percussion - 1975 : The Bop Session - 1976 : Force: Sweet Mao-Suid Afrika '76 - 1976 : Nommo - 1977 : Max Roach Quartet Live in Tokyo - 1977 : The Loudstar - 1977 : Max Roach Quartet Live In Amsterdam — It’s Time - 1977 : Solos - 1977 : Streams of Consciousness | - 1978 : Confirmation - 1978 : Birth and Rebirth - 1978 : Long time at circus yorks - 1979 : The Long March - 1979 : Historic Concerts - 1979 : One In Two, Two In One - 1979 : M’Boom Re:Percussion - 1979 : Pictures in a Frame - 1979 : Live at the Bee Hive - 1980 : Chattahoochee Red - 1982 : Swish - 1982 : In the Light - 1983 : Max Roach Double Quartet Live At Vielharmonic - 1984 : Scott Free - 1984 : It’s Christmas Again - 1984 : Collage - 1984 : Survivors - 1984 : Jazzbuhne Berlin ‘84 - 1985 : Easy Winners - 1986 : Bright Moments - 1989 : Max and Diz in Paris 1989 - 1989 : Homage to Charlie Parker) - 1991 : To the Max! - 1992 : Live at S.O.B.'s New York - 1995 : Max Roach With The New Orchestra Of Boston And The So What Brass Quintet - 1999 : Beijing Trio - 2002 : Friendship |